# 雷普顿 (阿拉巴马州)
雷普顿（英語：Repton），是美国阿拉巴马州下属的一座城市。面积约为0.96平方英里（约合 2.48平方公里）。根据2010年美国人口普查，该市有人口282人，人口密度为294.67/平方英里（约合113.71/平方公里）。

## 地理
雷普顿的地理位置在31°24′32″N 87°14′22″W / 31.40889°N 87.23944°W。
根据美国人口调查局的数据雷普顿的面积为1.3平方公里，全部是陆地面积。

## 人口
根据2000年的人口普查雷普顿有280名居民，分103个户、77个家庭。市的人口密度为每平方公里207.9人。66.79%的居民为白人，31.79%的居民为非裔美国人，0.71%的居民为其他人种。0.71%的居民是混血儿。0.71%的居民是西班牙或拉丁美洲裔的人。
市内的103户中32.0%有18岁以下的未成年人、55.3%是结婚夫妇、14.6%是带孩子的单身赴vu、25.2%不是家庭、23.3%是单身汉、7.8%有65岁以上的老年人。平均每户2.72人、每个家庭3.21人。
26.8%的居民在18岁以下、10.4%在18岁至24岁之间、25.4%在25岁至44岁之间、22.5%在45岁至64岁之间、15.0%在65岁以上。平均市民年龄为35岁。女子对男子的性别比为100:95.8。成年人的性别比为100:86.4。
每户平均年收入为22,083美元，家庭的平均年收入为28,281美元。男子的平均年收入为29,583美元，女子的平均年收入为18,929美元。人均年收入为12,469美元。约15.6%的家庭和16.7%的居民生活在贫困线以下，其中包括27.9%的未成年人和16.9%的老年人。

## 教育
雷普顿有一所初中中学。